# چرمن ولیف
چرمن ولیف (به روسی: Чермен Валиев) (زادهٔ ۱۰ دسامبر ۱۹۹۸) کشتی‌گیر اوستیایی‌تبار کشور آلبانی در دستهٔ وزنی ۷۴ کیلوگرم کشتی آزاد است. او برندهٔ مدال برنز المپیک ۲۰۲۴ پاریس، مدال طلای مسابقات قهرمانی کشتی اروپا (۲۰۲۵) و مدال طلای مسابقات قهرمانی زیر ۲۳ سال جهان (۲۰۲۱) است. 

## فعالیت حرفه‌ای

### المپیک ۲۰۲۴ پاریس
ولیف در وزن ۷۴ کیلوگرم کشتی آزاد المپیک ۲۰۲۴ پاریس حاضر بود که در کشتی اول توران بایراموف از آذربایجان را شکست داد اما در کشتی بعد به رازامبک جمال‌اف از ازبکستان باخت و با توجه به حضور این کشتی‌گیر در فینال، به دیدار شانس مجدد رفت. او در مرحله شانس مجدد محمدحبیب قاضی‌محمدف از بلاروس را شکست داد و به دیدار رده‌بندی رسید. وی در این دیدار ویکتور راسادین از تاجیکستان را شکست داد و مدال برنز را بدست آورد.